# ISO 3166-2:SX

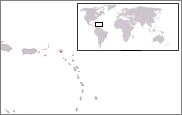
Lokalizace ostrova Svatý Martin na mapě

Kódy ISO 3166-2 pro Svatý Martin – nizozemskou část stejnojmenného ostrova – neidentifikují žádné regiony (stav v roce 2015).

## Změny
- Věstník II-3 Zavedení kódu